# Wortelstetten

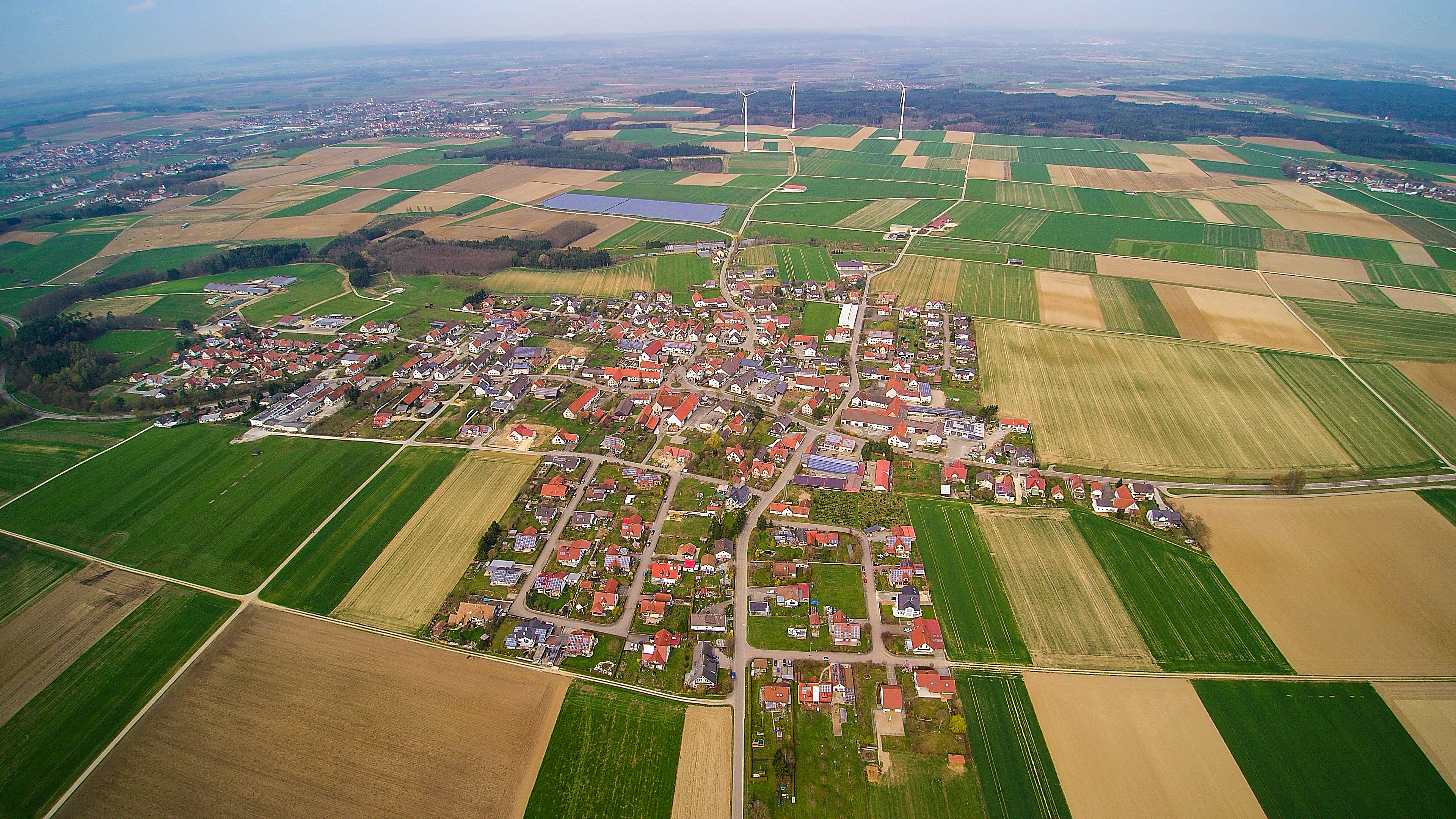
Wortelstetten

Wortelstetten ist ein Gemeindeteil von Buttenwiesen im schwäbischen Landkreis Dillingen an der Donau in Bayern. Der Ort wurde am 1. Mai 1978 nach Buttenwiesen eingemeindet. Er liegt drei Kilometer südöstlich von Buttenwiesen auf der Iller-Lech-Platte. Der Ort hat 733 Einwohner (Stand: 4. Januar 2016).

## Geschichte
Wortelstetten wird erstmals im 11. Jahrhundert als „Wartolfesteten“ genannt. Der Ort ist vermutlich als Ausbausiedlung von Ehingen bzw. Frauenstetten entstanden. Im 13. Jahrhundert wird im Ort ein niederes Adelsgeschlecht, die Herren von Wortelstetten, genannt. Möglicherweise fiel ihr Besitz an die benachbarte Herrschaft Hohenreichen, die in späterer Zeit den größten Teil des Grundbesitzes im Ort besaß. Weitere Anteile an der Grundherrschaft besaßen die Truchsessen von Reichen und vor 1399 die Marschälle von Rechberg bzw. die Herren von Pappenheim. Die Herrschaft Donnsberg hatte vorübergehend ebenfalls Besitz im Ort. Mit der Eingliederung von Wortelstetten in die Herrschaft Wertingen wurde der Ort bayerisch und gehörte zum Landgericht Wertingen. Der Besitz von Klöstern im Ort kam im Zuge der Säkularisation 1802 ebenfalls an Bayern.

## Religionen
Wortelstetten gehörte bis 1988 zur Pfarrei in Ehingen und wurde in diesem Jahr selbst Pfarrei. Bereits spätestens seit dem 14. Jahrhundert besaß Wortelstetten eine Kirche. Die heutige Pfarrkirche St. Georg wurde 1905 errichtet. Zur Pfarrei Wortelstetten gehört auch noch Neuweiler. Die Pfarrei Wortelstetten gehört heute zur Pfarreiengemeinschaft Buttenwiesen.

## Baudenkmäler
Siehe: Liste der Baudenkmäler in Wortelstetten

## Bodendenkmäler
Siehe: Liste der Bodendenkmäler in Buttenwiesen